# 359
359 (CCCLIX) je bilo navadno leto, ki se je po julijanskem koledarju začelo na petek.

## Dogodki
- 1. januar

## Rojstva
- 18. april ali 23. maj - Gracijan, cesar Zahodnega rimkega cesarstva († 383)